# Albert Chamberland
Pour les articles homonymes, voir Chamberland.
Albert Chamberland, né le 12 octobre 1886 à Montréal où il est mort le 4 avril 1975, est un violoniste, compositeur, chef d'orchestre, producteur musical et professeur de musique québécois. 

## Biographie
Albert Chamberland a commencé sa formation musicale dans sa ville natale avec Jean Duquette avant d'entrer au conservatoire de l'Université McGill où il fut l'élève d'Alfred De Sève. 
Il commença sa carrière en tant que soliste au violon en 1904 à l'âge de 18 ans. Il a ensuite joué dans l'Orchestre symphonique de Montréal (aucun rapport avec l'orchestre actuel du même nom). De 1907 à 1910 il a été membre du Trio de Beethoven, puis de 1910 à 1920, il a joué dans le Quatuor à cordes Dubois. 
En 1920, Albert Chamberland a aidé à fonder l'Orchestre philharmonique de Montréal. Cette même année, il a été nommé premier violon du Quatuor à cordes Chamberland dont faisait également partie Norman Herschorn (2e violon), Eugène Chartier (alto), et Raoul Duquette (violoncelle). Il a joué avec ce quatuor en 1925. 
En 1932, il est devenu membre de l'Orchestre de Montréal. 
En 1934, il a rejoint de nouveau l'Orchestre symphonique de Montréal comme violoniste jusqu'en 1939, puis devint chef d'orchestre adjoint de 1939 à 1948.
Albert Chamberland a travaillé comme producteur de musique pour la Société Radio-Canada de 1937 à 1952. Certains de ces programmes étaient radiodiffusés sur CBC Radio, tels que "Les Petites symphonies" et "Récital". 
Il a également été professeur de musique tout au long de sa carrière. Il enseigna la musique au Conservatoire de musique de Montréal et au Conservatoire national de Montréal ainsi qu'à l'école secondaire Villa Maria. Il a également été actif en tant que juge lors des concours de musique. Parmi ses élèves notables, il y a Alexander Brott, Isabelle Delorme, René Gagnier, Lucien Martin, et Romain-Octave Pelletier junior. 
Albert Chamberlan est décédé à Montréal en 1975 à l'âge de 88 ans.

## Œuvres
- Allegro militaire pour la musique militaire
- Sérénade pour violon et piano
- Étude de concert d'après Rode
- Fantaisie sur l'air "Un Canadien errant"

## Référence
- L'encyclopédie canadienne